# فينيسيوس موريرا دي ليما
فينيسيوس موريرا دي ليما (بالبرتغالية: Vin?cius Moreira de Lima‏) (مواليد 11 يونيو 1996) هو لاعب كرة قدم برازيلي ، يجيد اللعب في خط الوسط ، .

## روابط خارجية
فينيسيوس موريرا دي ليما على موقع قاعدة بيانات كرة القدم.إي يو (الإنجليزية)
- فينيسيوس موريرا دي ليما على موقع Soccerway.com (الإنجليزية)
- فينيسيوس موريرا دي ليما على موقع AS.com (الإسبانية)